# 加奧省

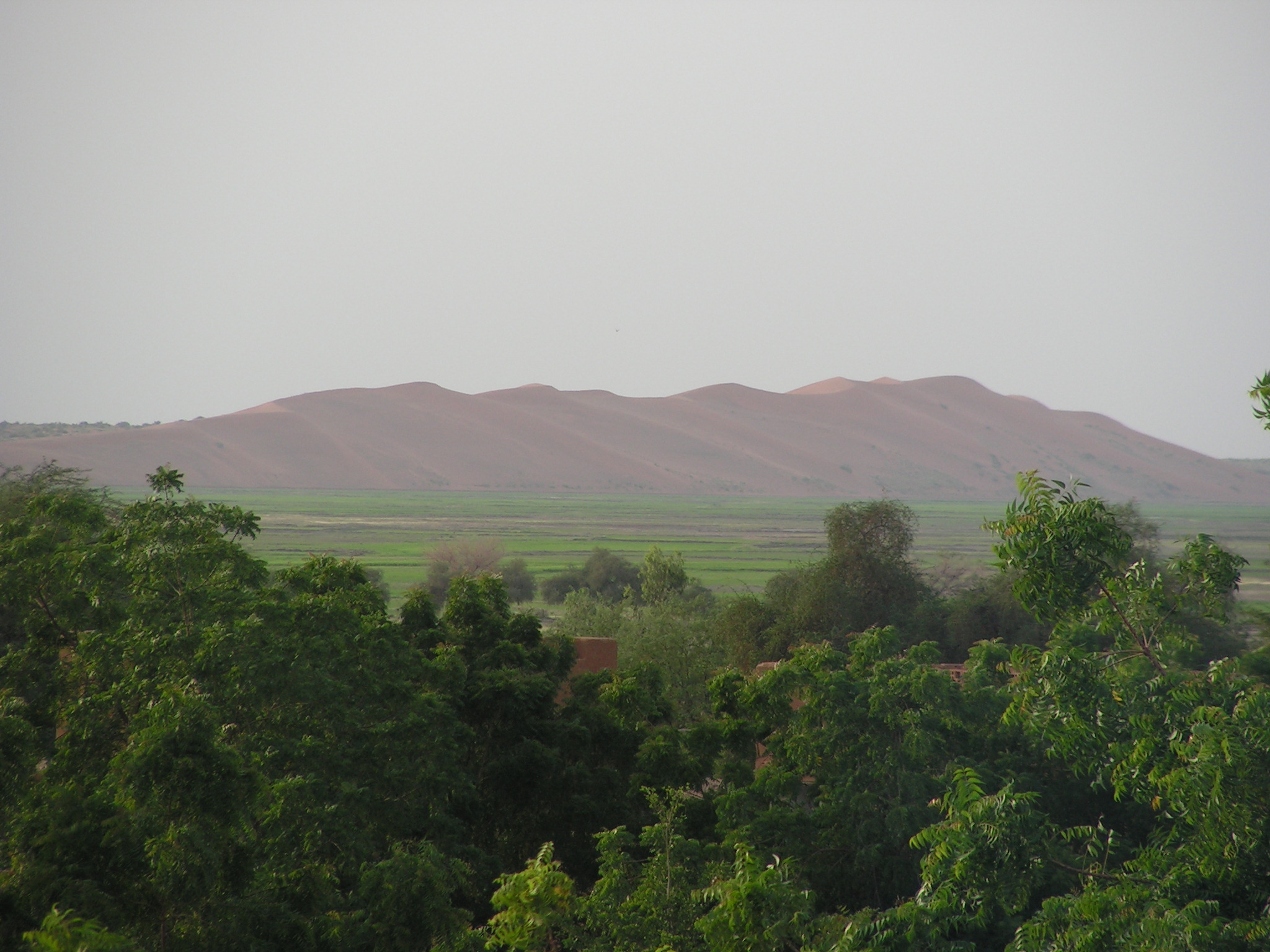

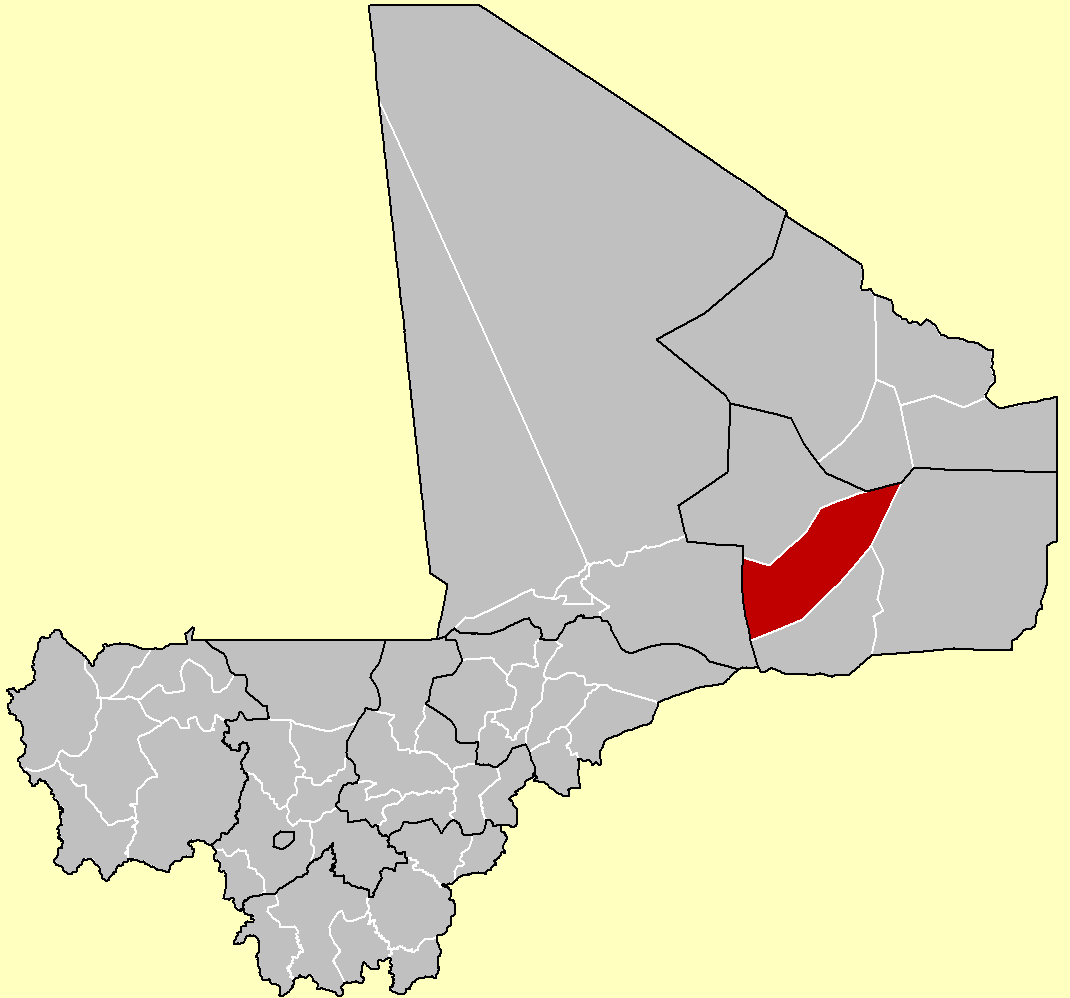

加奧省（法語：Cercle de Gao），是馬里的省份，位於該國東部，由加奧區負責管轄，首府設於加奧，面積31,250平方公里，2009年人口239,853，該省人口密度每平方公里7.7人。